# Southern Lord Records
Southern Lord est un label discographique américain de heavy metal, basé à Los Angeles, en Californie. Il est fondé en 1998 par Greg Anderson et Stephen O'Malley, et spécialisé dans le doom, le sludge, le drone et le metal expérimental.
Le label a signé des groupes reconnus et influents comme Earth, Pentagram, Goatsnake, Boris, Khanate, et Sunn O))). Récemment, le répertoire des groupes signés a été étendu à des artistes produisant un black metal abstrait (Twilight (en), Lurker of Chalice, Craft, Nortt, et Striborg (en)). Stephen O'Malley réalise la plupart des artworks des albums sortis par le label.

## Histoire
Avant de cofonder leur propre label, Greg Anderson et Stephen O'Malley étaient amis et membres des groupes Thorr's Hammer et Burning Witch. Ils forment un nouveau groupe nommé Sunn O))) en 1998 et déménagent à Los Angeles. Ils créent Southern Lord afin de contrôler la sortie de leurs propres enregistrements,. Le nom du label est une référence à Satan. 
La première sortie de Southern Lord est la version CD (précédemment sortie en cassette) de Dommedagsnatt de Thorr's Hammer - un album de doom/death metal avec des paroles norvégiennes. La deuxième sortie est Crippled Lucifer de Burning Witch, une compilation des deux premiers EP du groupe. Southern Lord sortira aussi des morceaux du dernier groupe d'Anderson et O'Malley, Sunn O))) en 2002. Sunn O))) est chroniqué à plusieurs reprises par Ben Ratliff du New York Times,,.
Le catalogue du label continue de s'étoffer avec des sorties doom notables telles que As Heaven Turns to Ash de Warhorse et With Vision de Place of Skulls Nailed, ainsi que les albums de Goatsnake, le groupe d'Anderson. Il a également élargi sa palette musicale en publiant la musique de Darkest Hour, Orcustus et Probot, le projet parallèle de Probot.
Le groupe Earth rejoint la famille Southern Lord en 2005, poursuivant l'implication de Southern Lord dans la musique drone et doom. Les sorties de Earth, Sunn O))) (y compris le très loué Monoliths and Dimensions), et une série de vinyles de Boris pour accompagner l'album Smile ont lieu à la fin de la décennie. Le 22 avril 2022, le label célèbre le Record Store Day 2022 avec la sortie de Forest Nocturne de The Lord (autre surnom de Greg Anderson) et la réédition l'EP Hunted Down des Catatonics.

## Groupes et artistes

### Actuels
- A Storm of Light
- Agrimonia (en)
- All Pigs Must Die
- Baptists (en)
- BL'AST! (en)
- Black Breath (en)
- Black Cobra
- Burning Love (en)
- Burning Witch (en)
- Darkest Hour
- Eagle Twin (en)
- Earth
- Excel (en)
- Goatsnake
- High on Fire
- Jesus Piece
- Loincloth (en)
- Pelican
- Poison Idea
- Power Trip
- Ruin (en)
- Sunn O)))
- Today Is the Day
- Unsane
- Wolfbrigade
- Xibalba

### Anciens
- The Accüsed (en)
- Attila Csihar
- Big Brave[11]
- Boris
- Capricorns
- Church of Misery
- Clown Alley (en)
- Corrosion of Conformity
- Craft
- Early Graves (en)
- Earthride (en)
- Electric Wizard
- Final Warning (en)
- From Ashes Rise
- Gore
- Grief
- Graves at Sea (en)
- The Hidden Hand (en)
- Internal Void (en)
- Khanate
- Lair of the Minotaur
- Nachtmystium
- Nails
- Mondo Generator
- Nortt
- Nuclear Death
- The Obsessed
- Off!
- Om
- Orcustus (en)
- Oren Ambarchi
- Outlaw Order
- Pentagram
- Place of Skulls
- Probot
- Saint Vitus
- Sleep
- Striborg (en)
- Teeth of Lions Rule the Divine
- Thorr's Hammer (de)
- Thou
- Thrones (en)
- Trap Them (en)
- Twilight (en)
- The Want (en)
- Warhorse (en)
- Weedeater
- Wino
- Winter
- Wolves in the Throne Room
- Xasthur